# Penthea pardalis
Penthea pardalis är en skalbaggsart som först beskrevs av Newman 1842.  Penthea pardalis ingår i släktet Penthea och familjen långhorningar. Inga underarter finns listade i Catalogue of Life.